# Ferdinand Ertl
Ferdinand Ertl (* 12. April 1877 in Hacking, Enzenkirchen; † 9. April 1952 in Wien) war ein österreichischer Gewerkschafter und Politiker der Deutschen Arbeiterpartei (DAP) und der Deutschen Nationalsozialistischen Arbeiterpartei (DNSAP).

## Ausbildung und Beruf
Nach dem Besuch der Volksschule ging er an eine Lehrerbildungsanstalt und an eine Fortbildungsschule und wurde Lehrer. Er unterrichtete für ein Jahr, bevor er als Einjährig-Freiwilliger Wehrdienst leistete. Anschließend wurde er Eisenbahnbeamter und Gewerkschaftsfunktionär. Im Ersten Weltkrieg war er Teil des Eisenbahnerregiments.
Die DNSAP trat zwar 1923 nicht zur Nationalratswahl an, erlaubte aber den ihr nahestehenden deutschnationalen Gewerkschaften wie der Deutschen Verkehrsgewerkschaft, ein Wahlbündnis mit der Großdeutschen Volkspartei (GdP) einzugehen, wodurch Ertl auf die Wahlliste gelangte. Er wurde zwar nicht direkt ins Parlament gewählt, rückte aber nach dem Tod der Großdeutschen Abgeordneten Emmy Stradal 1925 als Listennächster nach.

## Politische Funktionen
- einige Jahre Obmann der Deutschen Arbeiterpartei[2]
- Vorsitzender des Deutschen Gewerkschaftsbundes für Österreich
- Ehrenvorsitzender der Deutschen Verkehrsgewerkschaft

## Politische Mandate
- 2. Dezember 1925 bis 18. Mai 1927: Abgeordneter zum Nationalrat (II. Gesetzgebungsperiode), GdP